# John Wamalwa Baraza
John Wamalwa Baraza   (Naivasha, 3 de juny de 1974) és un exfutbolista kenyià de la dècada de 2000.
Fou internacional amb la selecció de futbol de Kenya, amb la qual disputà 44 partits i marcà 21 gols. Pel que fa a clubs, destacà a Oserian Fastac FC i Sofapaka FC.